# Jack Startz
Jack Startz (* 17. Januar 1931 in Los Angeles; † 9. Mai 1985 ebenda) war ein US-amerikanischer plastischer Chirurg.

## Leben und Tätigkeiten
Startz lebte als plastischer Chirurg in Los Angeles. Ab den 1970er Jahren injizierte er ca. 2000 Patienten flüssige Silikone. Zusammen mit Robert Kottler, der diese Technik von Startz erlernte, war er ein Pionier auf diesem Gebiet.
Ein Kollege von Startz zitierte ihn später mit den Worten „Silicone is like concrete. You pour it in and mold it.“ (dt. etwa: ‚Silikon ist wie Beton. Man gießt es ein und formt es.‘) In einigen Fällen entstellte diese Praxis jedoch die Patienten, da sich bei ihnen durch Fremdkörperreaktionen Granulome und Geschwüre bildeten.
Dies führte zu über 100 Anzeigen gegen Startz.
Nach Aussagen eines anderen Kollegen verwendete Startz industrielle Silikone, die er selbst sterilisierte.
Startz’ prominentester Patient war der Pianist und Entertainer Liberace. Dessen Friseur Guy Richard empfahl ihm 1979 Startz. Im selben Jahr führte er eine Gesichtsstraffung (Facelifting) bei Liberace durch. Die Hautstraffung führte er allerdings so extrem aus, dass Liberace nachts mit halbgeöffneten Augen schlafen musste. Startz operierte auch Liberaces Lebensgefährten Scott Thorson. Ziel dieser Eingriffe war es, Thorson seinem Lebenspartner immer mehr im Aussehen anzugleichen. So erhielt Thorson unter anderem ein Kinnimplantat. Bevor Startz Thorson operierte, sollte dieser Gewicht abnehmen. Dazu verordnete Startz ihm die „California-Diät“ (California Diet). Nach Thorson Berichten bestand diese „Diät“ im Wesentlichen aus pharmazeutischem Kokain, Amphetaminen und Quaalude.
Thorson beschreibt Startz in seinem Buch wie folgt: „Er hatte so viele Silikonimplantate, dass er eher wie eine Kewpie-Puppe als ein lebender, atmender Mensch aussah.“ (He had so many silicone implants that he looked more like a Kewpie doll than a living, breathing human). Startz war drogen- und alkoholsüchtig. Am 9. Mai 1985 erschoss er sich im Schlafzimmer seiner Wohnung im Mulholland Drive in Los Angeles. Er hinterließ drei Söhne.
In Steven Soderberghs Verfilmung von Scott Thorsons Buch Behind the Candelabra unter dem deutschen Titel Liberace – Zu viel des Guten ist wundervoll wurde die Rolle des Dr. Jack Startz von Rob Lowe gespielt.